# Araçá-d'água
O araçá-d'água (Terminalia kuhlmannii) é uma árvore brasileira nativa da floresta ombrófila densa da Mata Atlântica dos estados do Rio de Janeiro, Espírito Santo e sul da Bahia.
É conhecida apenas em Ilhéus (BA) e na Reserva Florestal de Linhares (ES).
Outros nomes populares: araçá, pelada (ES).

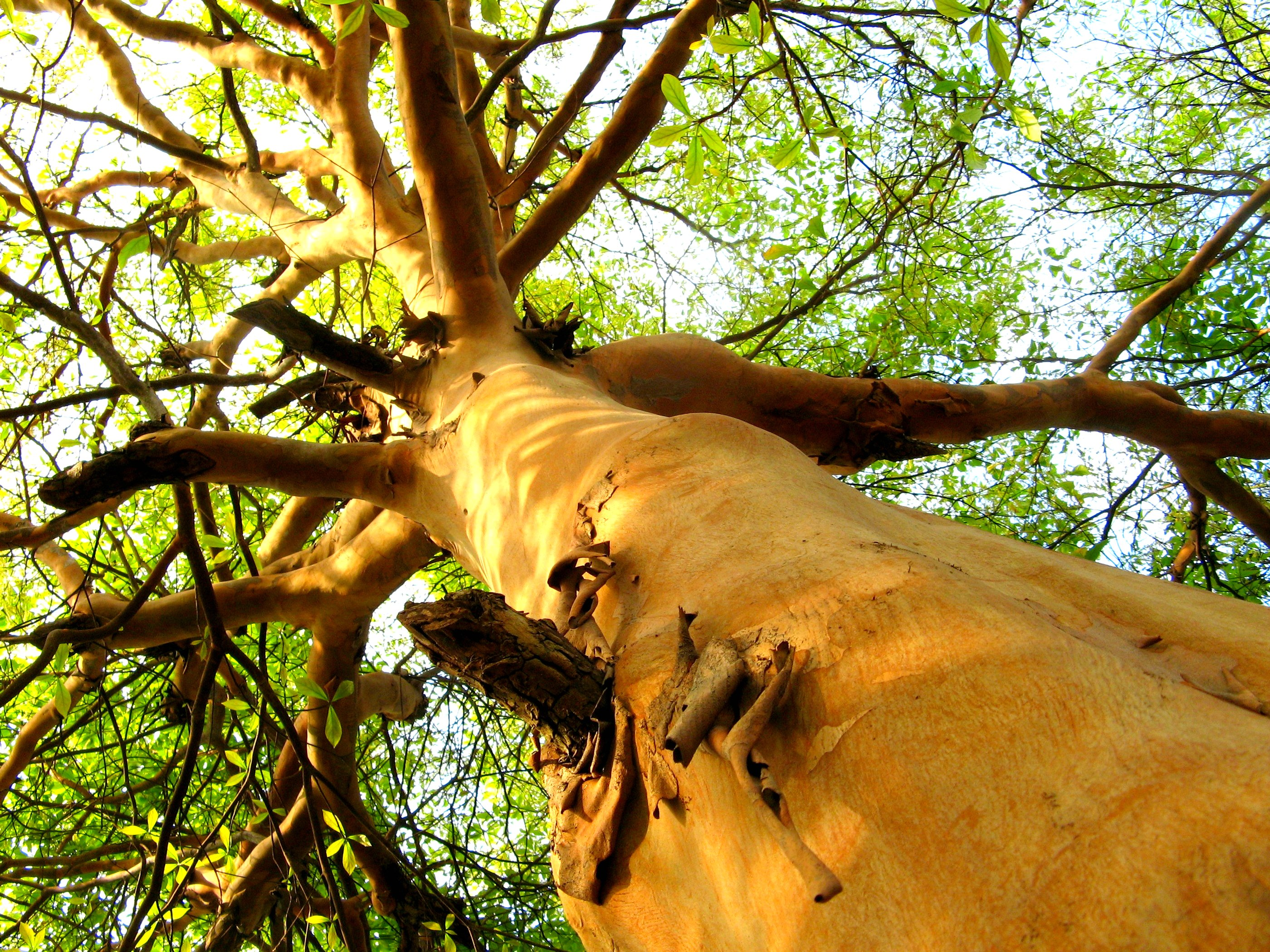
arvore

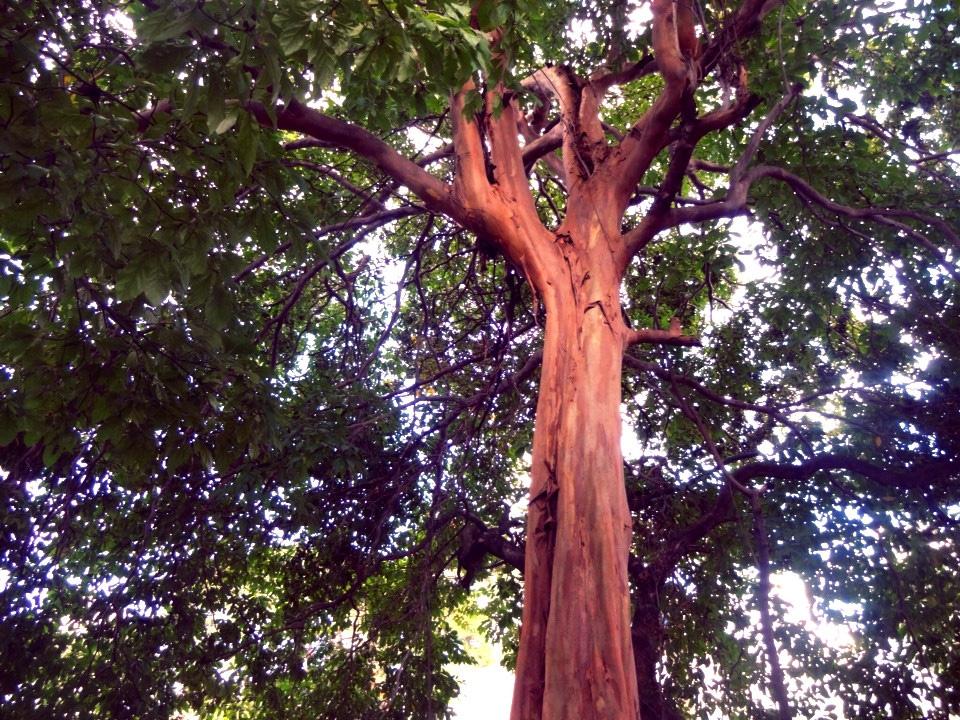
arvore

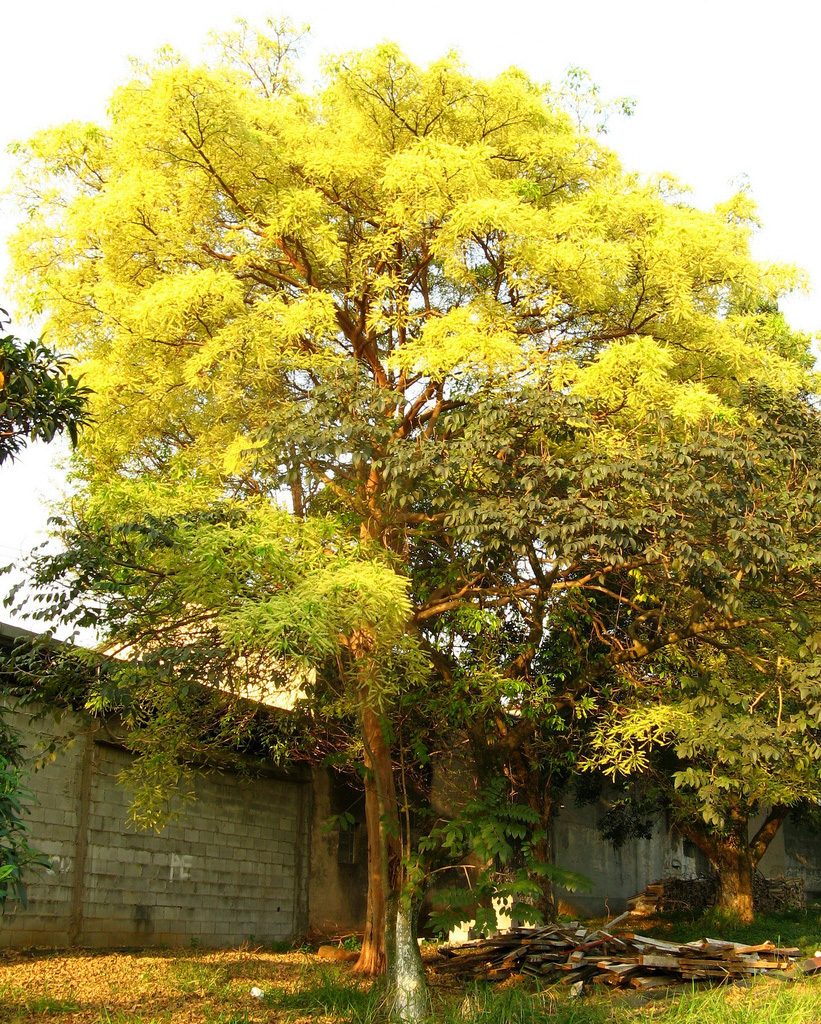
floração

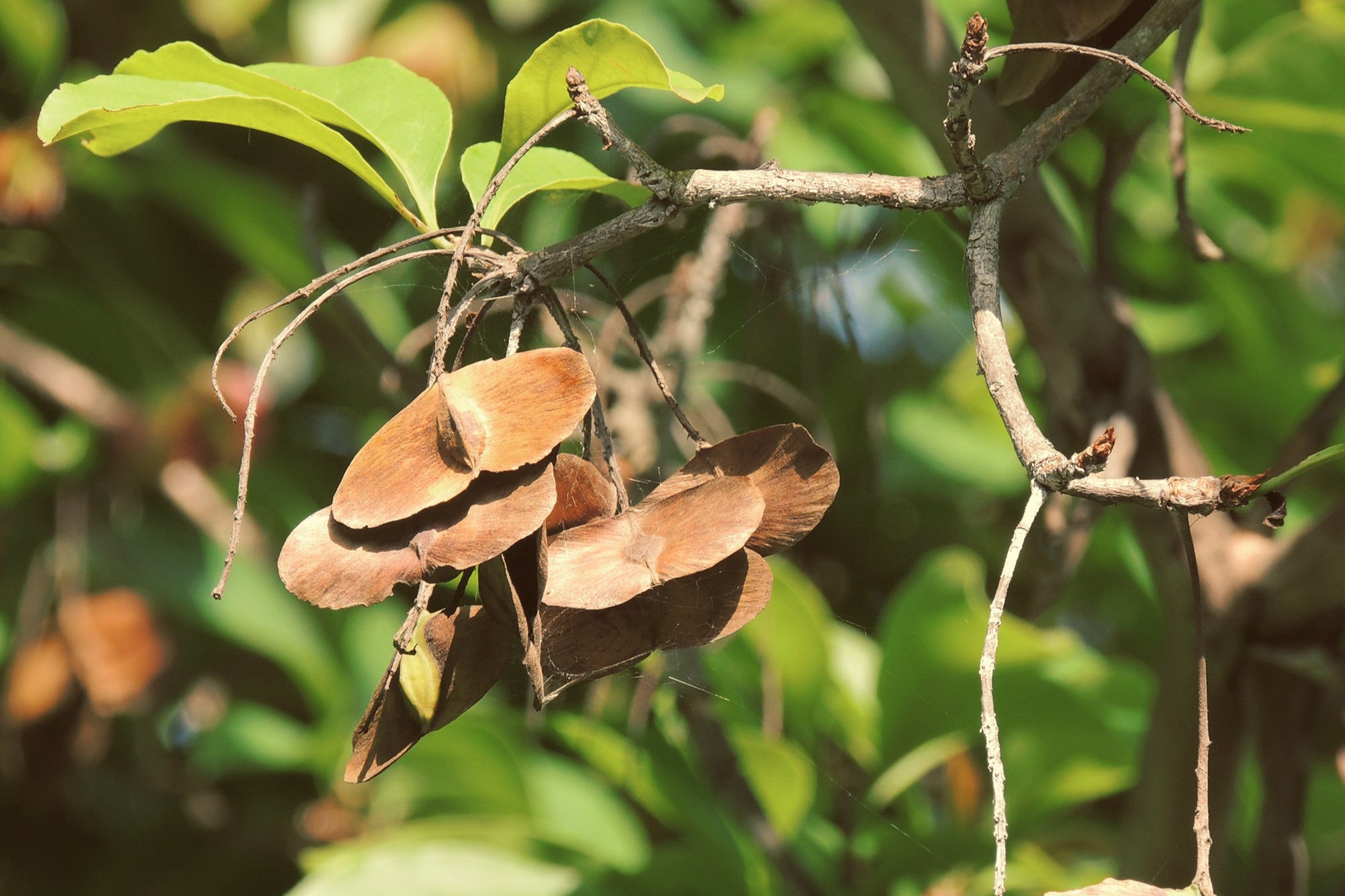
sementes maduras